# Mirra

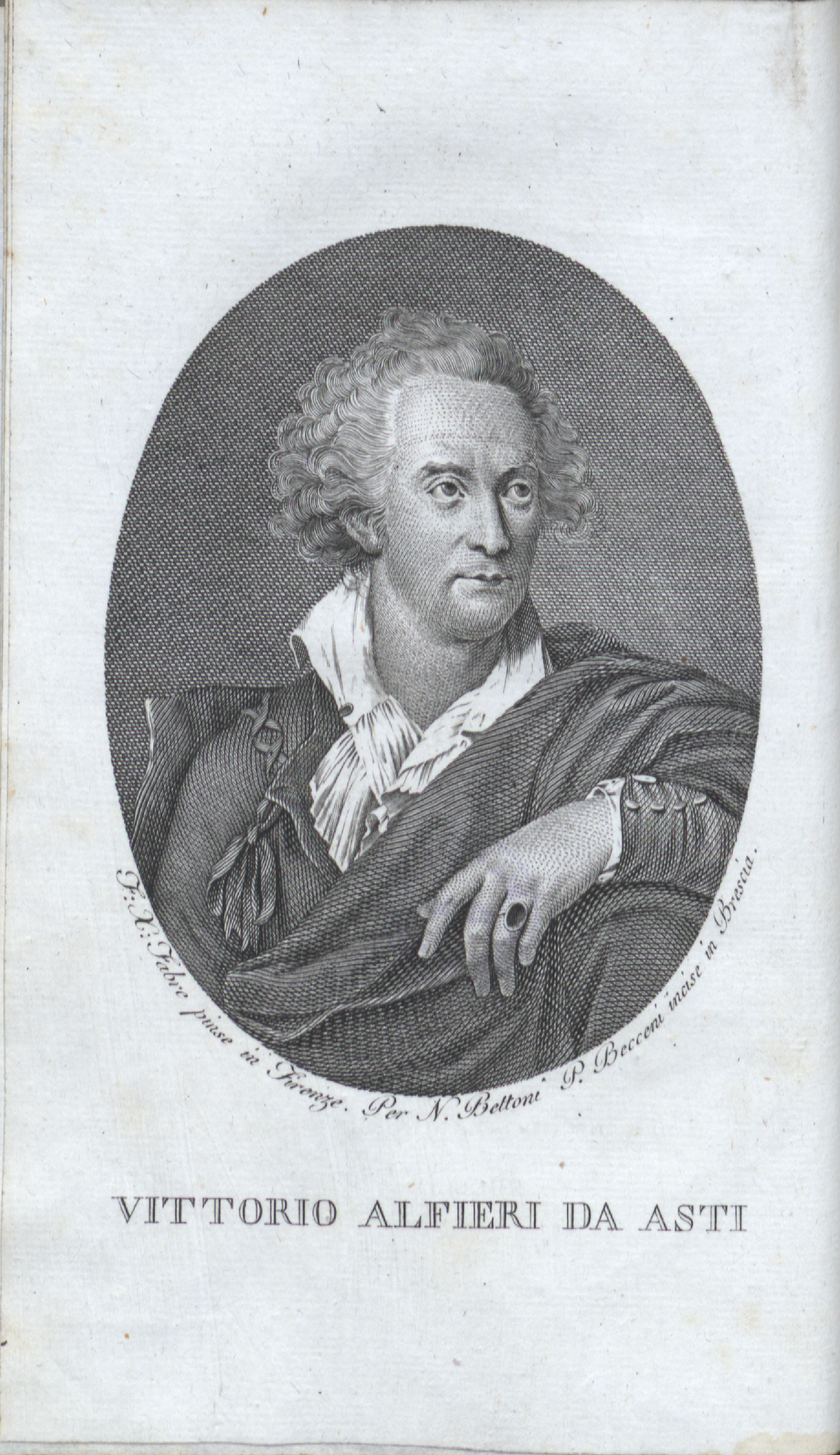
Frontispice des œuvres d'Alfieri, édition de 1809

Mirra est un opéra en deux actes et un intermède composé par Domenico Alaleona sur la base des deux derniers actes de la tragédie Myrrha de Vittorio Alfieri. L'intermède a été créé pour la première fois le 21 mars 1912 au théâtre Augusteo de Rome et par la suite à La Scala de Milan.
Le travail a été achevé au cours de l'année suivante et présenté à un concours organisé par la Ville de Rome. Il a ensuite été représenté, pour l'ensemble, au Teatro dell'Opera di Roma le 31 mars 1920 avec Nazzareno De Angelis.

## Intrigue
Myrrhe, fille du roi de Chypre, Cin, est sur le point de se marier avec le roi Pereo d'Épire, vertueux, jeune et amoureux de la jeune fille. Mirra, cependant, est la victime d'un mauvais sort, qui l'a rendue follement amoureuse de son propre père. Au moment du mariage, elle entre dans une folie et son prétendant éconduit se suicide. Mirra avoue son amour à son père et met également fin à ses jours, en se poignardant avec l'épée de son père, pour échapper à son amour incestueux. 

## Citation
« Quand'io tel chiesi... darmi allora Euriclea... dovevi il ferro... io moriva innocente:... empia... ora... muoio... »

— Mirra